# Thuja beverleyensis
Thuja beverleyensis là một loài thực vật hạt trần trong họ Cupressaceae. Loài này được Hort. ex Rehder mô tả khoa học đầu tiên năm 1917.